# Orzechówka (Basses-Carpates)
Pour les articles homonymes, voir Orzechówka.
Orzechówka est une localité polonaise de la gmina de Jasienica Rosielna, située dans le powiat de Brzozów en voïvodie des Basses-Carpates.